# Frontera entre el Canadà i França
La frontera entre el Canadà i França és la frontera, íntegrament marítima, que separa França (al nivell de la Saint-Pierre i Miquelon) i del Canadà (illa de Terranova, a la província de Terranova i Labrador).

## Història
El límit de les aigües territorials i de la zona econòmica exclusiva (ZEE) que envolten Saint-Pierre-et-Miquelon va ser objecte d'un acord entre els dos països, però que no ha esdevingut definitiu fins després d'un arbitratge internacional en 1992.
La frontera entre els dos països passa a mig camí entre l'arxipèlag francès i l'illa canadenca a l'est de Saint-Pierre i Miquelon (aquesta frontera passa a través d'île Verte, una illa rocosa la de la qual sobirania segueix sense estar clara) i és limitada a 24  illes nàutiques a l'oest.
La ZEE de França inclou el sud de l'arxipèlag, un estret corredor de 10,5 milles d'ample i 200 milles de llarg; aquest corredor no sembla continuar per aigües internacionals i la zona francesa estaria tancat completament dins de la ZEE canadenca.
Després de l'arbitratge, l'acord de pesca 1972 va ser revisat i signat el 2 de desembre de 1994, publicat el 18 de setembre de, de 1995.